# Aleksandra Gietner
Aleksandra Gietner-Olczak (ur. 14 lipca 1985 roku w Pabianicach) – polska aktorka niezawodowa, odtwórczyni głównej roli w filmie Cześć Tereska.

## Życiorys
Aleksandra Gietner urodziła się w Pabianicach, gdzie mieszkała najpierw z rodzicami, następnie z babcią. Ma młodszą siostrę Katarzynę, która urodziła się w drugim małżeństwie matki Aleksandry; ojciec nie żyje.
W wieku 8 lat, Aleksandra miała pierwsze problemy z policją.
W wieku 15 lat zagrała główną rolę u boku Zbigniewa Zamachowskiego w filmie Cześć Tereska, późniejszym laureacie Grand Prix na festiwalu filmowym w Gdyni (2001). Aleksandra otrzymała za nią m.in. wyróżnienie na Chicago International Film Festival. Jest laureatką najważniejszej nagrody dla młodych aktorów Young Artist Award (Nagroda Młodych Artystów) 2002 dla najlepszej aktorki zagranicznej na Festiwalu filmowym w Hollywood.
W 2008 roku wyszła za mąż, ma córkę.

## Filmografia
- 2001: Cześć Tereska jako Tereska

## Telewizja
- 2009: Prawo czy pięść reż. Sławomir Sikora
- 2012: Plac zabaw reż. Agnieszka Sikora
- 2012: Magazyn Ekspresu Reporterów

### Nagrody filmowe
- 2002: I nagroda dla najlepszej młodej aktorki Young Artist Award w filmie zagranicznym Cześć Tereska – Los Angeles[5]
- 2002: Wyróżnienie dla młodej aktorki na Festiwalu Filmowym w Chicago[6]
- W 2002 roku nominowana do Polskiej Nagrody Filmowej Orła 2002 za najlepszą główną rolę kobiecą w filmie "Cześć Tereska"[7][8]

## Problemy z prawem
Popularność filmu nie odmieniła życia młodej aktorki: wciąż popadała ona w konflikty z prawem, kilkukrotnie uciekała z domu poprawczego w warszawskiej Falenicy; w 2004 za udział w napadzie z użyciem niebezpiecznego narzędzia (noża) skazana została na dwa lata i cztery miesiące pozbawienia wolności, w lipcu 2006 skazana została na trzy miesiące w zawieszeniu na trzy lata za posiadanie amfetaminy.
W roku 2010 znów trafiła do aresztu za serię kradzieży, włamań, posiadanie amunicji i groźby karalne.